# Lars Forster
Lars Josef Forster, né le 1er août 1993, est un coureur cycliste suisse, membre de l'équipe Scott-Sram. Il pratique trois disciplines : le cyclo-cross, le VTT et le cyclisme sur route

## Palmarès en cyclo-cross
- 2009-2010
  -  Champion de Suisse de cyclo-cross juniors
- 2010-2011
  -  Champion d'Europe de cyclo-cross juniors
  -  Champion de Suisse de cyclo-cross juniors
  - Cyclo-cross International Aigle juniors, Aigle
  - Coupe du monde juniors #3, Heusden-Zolder
  - 3e de la Coupe du monde juniors
- 2011-2012
  - 2e du championnat de Suisse de cyclo-cross espoirs
- 2012-2013
  -  Champion de Suisse de cyclo-cross juniors
  - Cyclo-cross de Sion, Sion
- 2013-2014
  -  Champion de Suisse de cyclo-cross espoirs
- 2015-2016
  -  Champion de Suisse de cyclo-cross
- 2016-2017
  - Internationales Radquer Dagmersellen, Dagmersellen
  - 2e du championnat de Suisse de cyclo-cross
- 2017-2018
  -  Champion de Suisse de cyclo-cross
  - Flückiger Cross Madiswil, Madiswil
  - Internationales Radquer Dagmersellen, Dagmersellen
- 2018-2019
  - EKZ CrossTour #4, Eschenbach
  - 2e de l'EKZ CrossTour
  - 3e du championnat de Suisse de cyclo-cross
- 2019-2020
  -  Champion de Suisse de cyclo-cross
- 2020-2021
  - 2e du championnat de Suisse de cyclo-cross
  - 3e de l'EKZ CrossTour
- 2021-2022
  - 2e du championnat de Suisse de cyclo-cross
- 2022-2023
  - 2e du championnat de Suisse de cyclo-cross

## Palmarès en VTT

### Championnats du monde
- Champéry 2011
  -  Médaillé d'argent du relais par équipes
- Nové Město 2016
  -  Médaillé de bronze du relais par équipes
- Glasgow 2023
  - 8e du cross-country

### Coupe du monde
- Coupe du monde de cross-country espoirs
  - 2015 : 4e du classement général, vainqueur de deux manches

- Coupe du monde de cross-country
  - 2018 : 9e du classement général
  - 2019 : 12e du classement général, vainqueur d'une manche
  - 2021 : 19e du classement général
  - 2022 : 30e du classement général
  - 2023 : 7e du classement général, vainqueur d'une manche
  - 2024 : 14e du classement général

- Coupe du monde de cross-country short track
  - 2022 : 27e du classement général
  - 2023 : 11e du classement général
  - 2024 : 17e du classement général

### Championnats d'Europe
- 2011
  -  Médaillé d'argent du relais (avec Thomas Litscher, Nathalie Schneitter et Martin Gujan)
- 2016 
  -  Champion d'Europe du relais (avec Marcel Guerrini, Vital Albin et Jolanda Neff)
- 2018 
  -  Champion d'Europe de cross-country
- 2021 
  -  Champion d'Europe de cross-country
- 2022
  - 7e du cross-country
- 2023
  -  Médaillé d'argent du cross-country

### Championnats de Suisse
- Champion de Suisse de cross-country espoirs : 2014
- Champion de Suisse de cross-country short track : 2024

## Palmarès sur route
- 2009
  -  Champion de Suisse sur route débutants
- 2017
  - Ronde de Montauroux